# دوين فورد
دوين فورد هو لاعب كرة قدم كندية كندي، ولد في 8 مايو 1969 في تورونتو في كندا.